# Isle of Palms
Isle of Palms est une île et une ville des États-Unis en Caroline du Sud.

## Géographie
Elle est située à 24 km à l'est de Charleston et est desservie par l'aéroport international de Charleston.

## Démographie
| 1960  | 1970  | 1980  | 1990  | 2000  | 2010  |
| ----- | ----- | ----- | ----- | ----- | ----- |
| 1 186 | 2 657 | 3 421 | 3 680 | 4 583 | 4 133 |